# 神策门

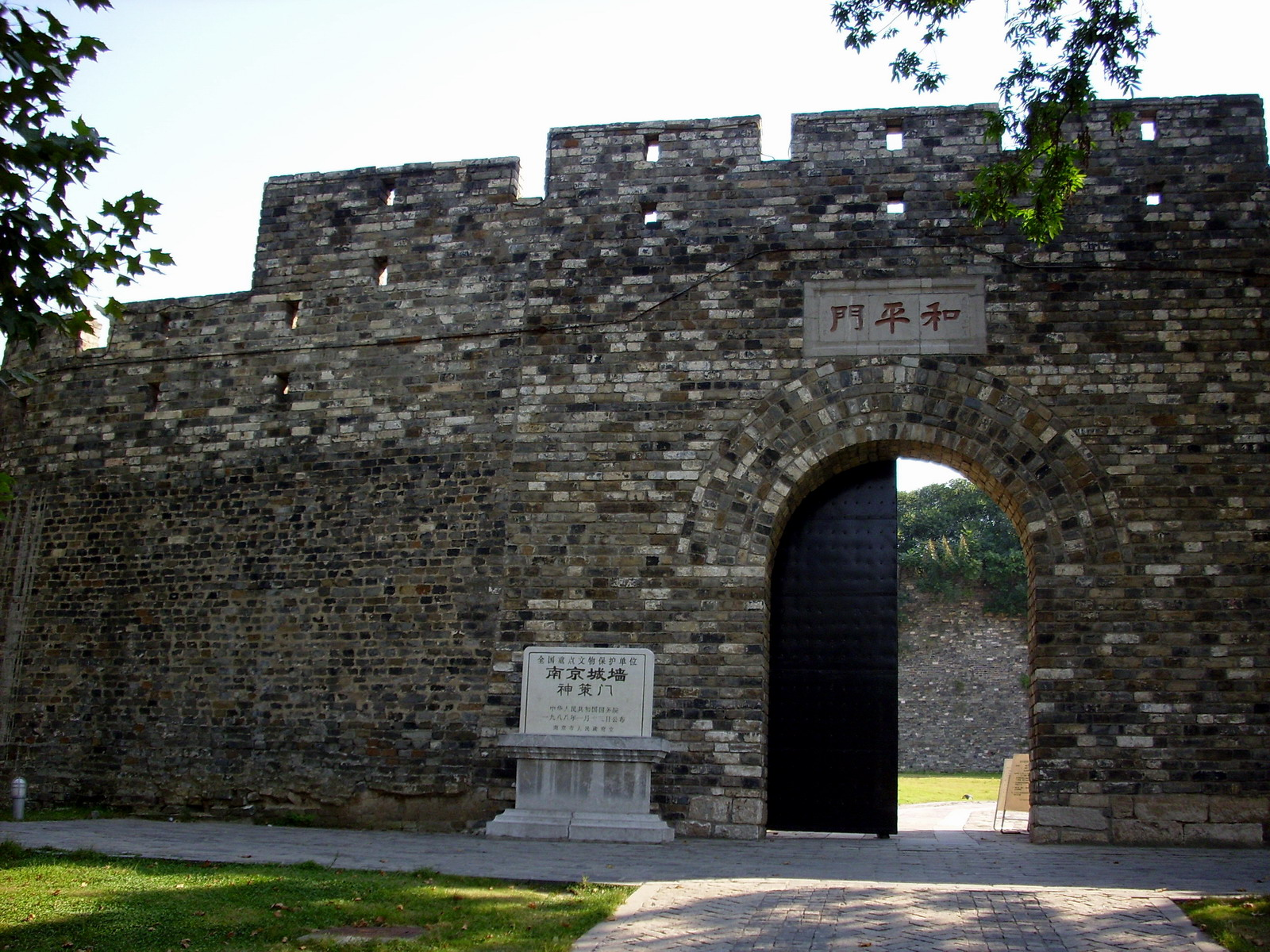
和平门外瓮城城门

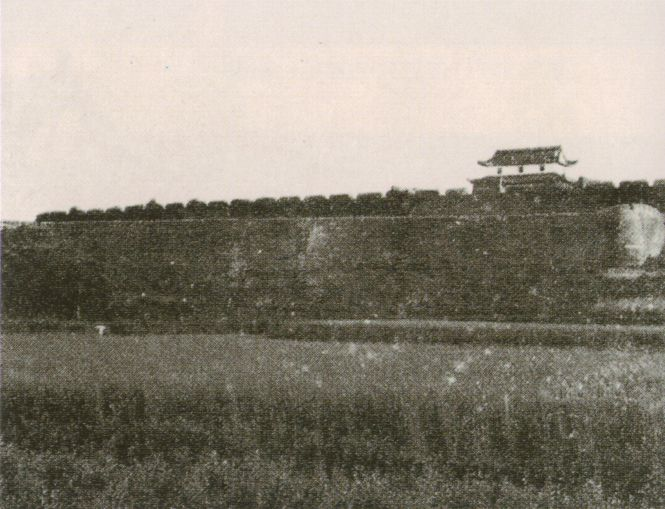
1890年的神策门

神策门现名和平门，是南京明城墙的十三座城门之一，位于今天南京市中央门立交桥的东南角。该门由于作为军事禁区被封闭了70多年，在明城墙13个城门中是保存最完整的一座，也是南京现有所有城门中唯一保留有民国以前镝楼的城门。神策门依山而建，曲折迂回。清朝时增建外瓮城。光绪年间重建镝楼，但规格已由原来的都城级降为州府级。

## 历史

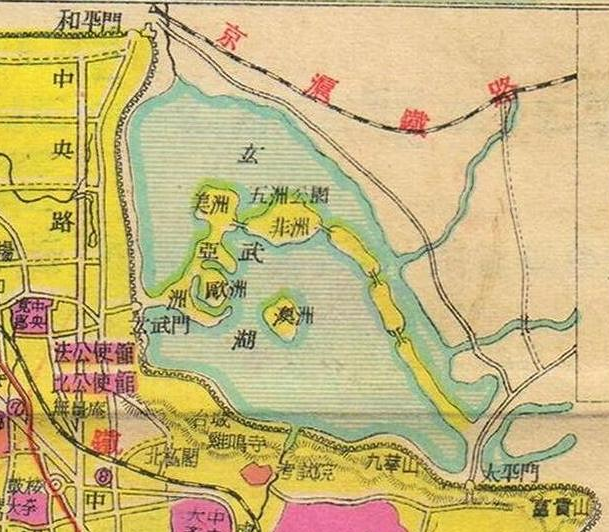
1936年出版的南京市市区地图中标注的和平门，时京沪铁路车站——和平门站，今称南京站。

- 1658年（清顺治十五年），郑成功北伐金陵，败于门下。为纪念战功，顺治帝下诏改名“得胜门”。
- 1853年，太平军从此处攻入南京城。
- 1929年改名“和平门”。
- 1930年代，美国亚细亚火油公司将瓮城作为油库。日军占领南京后也以此地为油库。南京军区后勤部接管后继续作为油库使用，和平门成为军事禁区。
- 2004年10月1日，修缮后的和平门对外开放。